# SAGEM
SAGEM (Société d'Applications Générales de l'Électricité et de la Mécanique, traducida como "Compañía de Aplicaciones Generales de Electricidad y Mecánica") era una empresa francesa dedicada a la electrónica de defensa, la electrónica de consumo y los sistemas de comunicación.
Fundada en 1924, SAGEM se especializó inicialmente en la ingeniería mecánica y la fabricación de herramientas. Al principio de su existencia, ingresó al sector de la defensa. La empresa incursionó en las telecomunicaciones en 1942 con la primera impresora télex, aunque durante las primeras décadas de la posguerra fue principalmente una empresa orientada a la defensa . Esta orientación mayoritaria hacia el sector militar continuó durante varios años después de la salida de Marcel Môme, fundador de SAGEM.
Durante la década de 1980, SAGEM distribuyó máquinas de fax japonesas mientras desarrollaba su propia tecnología. En comparación con el sector de defensa tradicional, estos productos representaron una parte cada vez mayor de los ingresos de SAGEM. Durante la década de 1990, la empresa incursionó en el sector de sistemas de automoción. A partir de 1997, la empresa produjo teléfonos GSM para el mercado francés, llegando a poseer aproximadamente el 50% del mismo.
A principios de siglo, los beneficios netos de SAGEM se acercaron a los 1.000 millones de francos franceses en 1999. En 2005, SAGEM y SNECMA se fusionaron para formar Safran. Juntas, las empresas se centran principalmente en la aeronáutica, la defensa y la seguridad. Los negocios de comunicaciones y telefonía móvil se escindieron en dos entidades independientes: Sagemcom y MobiWire.